# Сергейчик Єлизавета Віталіївна
Єлизавета Віталіївна Сергейчик (нар. 19 березня 1997) — білоруська футболістка, нападниця російського клубу «Зірка-2005». Виступала за збірну Білорусі.

## Життєпис
Вихованка гродненського спорту. У дитинстві пробувала себе в різних видах спорту, а з 12-річного віку займалася в футбольній школі «Нива-Белкард» у тренера Дениса Михайловича Левченка. З 2012 року виступала за старшу команду свого клубу у вищій лізі Білорусі. У своєму першому повноцінному сезоні, в 2013 році 16-річна футболістка відзначилася 16 голами в 23 матчах, щоправда 12 з них — у трьох поєдинках проти безнадійних аутсайдерів «Молодечно» та «Вікторії-86». Була штатним пенальтистом команди та її найкращим бомбардиром, визнавалася гайкращим гравцем клубу. Виступала за «Ниву-Белкард» до кінця 2015 року, коли через фінансові проблеми й конфліктів у керівництві клуб ліквідували.
У 2015 році перейшла в «Мінськ», проте не змогла пробитися в основний склад клубу. За три неповних сезони зіграла 4 матчі у вищій лізі і 4 гри (один гол) у Кубку Білорусі, «Мінськ» незмінно ставав переможцем цих турнірів у 2016-2018 роках. Восени 2017 року спортсменка грала за нову команду з Гродно - «Німан», а влітку 2018 року остаточно перейшла в гродненський клуб. В 2019 і 2020 роках у складі «Німану» завойовувала бронзові нагороди чемпіонату країни.
У 2021 році разом з групою гравців з Білорусі перейшла в російський клуб «Зірка-2005» (Перм). Дебютний матч у чемпіонаті Росії зіграла 13 березня 2021 року проти «Єнісея»
Виступала за юніорську та молодіжну збірні Білорусі, в юніорській команді була капітаном. У 2015-2017 році зіграла 3 матчі за національну збірну в кваліфікаційних турнірах чемпіонатів світу та Європи.